# Porites branneri
Porites branneri är en korallart som beskrevs av Rathbun 1888. Porites branneri ingår i släktet Porites och familjen Poritidae. IUCN kategoriserar arten globalt som nära hotad. Inga underarter finns listade i Catalogue of Life.